# 10916 Okina-Ouna
10916 Okina-Ouna è un asteroide della fascia principale. Scoperto nel 1997, presenta un'orbita caratterizzata da un semiasse maggiore pari a 2,8865606 UA e da un'eccentricità di 0,0192776, inclinata di 0,94386° rispetto all'eclittica.